# Línia D20 de la Xarxa Ortogonal d'Autobusos de Barcelona
La línia D20 és una línia d'autobús de trànsit ràpid que pertany a la Xarxa Ortogonal d'autobusos urbans de Barcelona. Recorre L'Hospitalet de Llobregat i Barcelona en diagonal des del barri de Collblanc (camí de la Torre Melina) fins a la zona del pel passeig Marítim i el Passeig de Colom (carrer Trelawny). Va ser posada en marxa l'octubre de 2012.
El seu traçat inclou, des del punt d'inici del passeig Marítim, les Drassanes, tota l'Avinguda del Paral·lel, la Plaça d'Espanya i el Carrer de Sants. El tram final transcorre per la Travessera de les Corts, l'avinguda Sant Ramon Nonat i l'avinguda Cardenal Reig, i finalitza a l'Estació d'Ernest Lluch. En direcció al passeig Marítim, els vehicles recorren el carrer Collblanc fins a enllaçar de nou amb el carrer de Sants.
La implantació d'aquesta línia va suposar la modificació del traçat de les línies 57 i 157, que van passar a finalitzar el seu trajecte a Collblanc (abans ho feien al passeig Marítim). Aquest fet va comportar un solapament pràcticament total de la línia 57 amb les línies T1 i T2 del Trambaix, a més a més d'una pèrdua de mobilitat i d'eficiència de recorregut, per la qual cosa van sorgir veus crítiques sobre la possibilitat de ser suprimida o redissenyada.

## Àrees d'intercanvi
Els punts d'intercanvi amb què hi ha correspondència d'aquesta línia amb altres serveis de transport públic són els següents:
- Àrea d'Intercanvi Correus
- Àrea d'Intercanvi Pl. Espanya
- Àrea d'Intercanvi Paral·lel

## Horaris
| D20       | Primer servei   | Primer servei  | Darrer servei   | Darrer servei  |
| D20       | A: Ernest Lluch | A: Pg. Marítim | A: Ernest Lluch | A: Pg. Marítim |
| Feiners   | 05:00           | 05:30          | 23:00           | 23:00          |
| Dissabtes | 05:00           | 05:30          | 23:00           | 23:00          |
| Festius   | 06:00           | 06:30          | 23:00           | 23:00          |